# Balakot (Indus-Kultur)
Balakot ist eine archäologische Ausgrabungsstätte in Baluchistan (Pakistan). Hier konnten die Reste eines etwa 4,5 Hektar großen Ortes der Indus-Kultur untersucht werden. Es handelt sich um eine der wenigen Hafenstädte dieser Kultur.
In den unteren Schichten (Periode A) von Balakot fand sich Nal-Keramik, die der Quetta-Kultur und die der Amri-Kultur. In Periode B gehörte der Ort zur Induskultur und zeigt alle typischen Merkmale dieser Kultur, wie eine Zitadelle im Westen und daneben eine zivile Stadt, sowie ein Kanalisationssystem. In der Festung fanden sich Häuser aus Lehmziegel. Eines von ihnen hatte ein Bad. Ein großer Bau war nur schlecht erhalten, doch waren einige Räume mit Stuck dekoriert. Es fanden sich Siegel der Induskultur. Die Untersuchung von organischen Materialien zeigte, dass vor allem Fisch verzehrt wurde. Daneben fanden sich große Mengen unbearbeiteter Schneckenhäuser und Muschelschalen, die auf eine Industrie zur Verarbeitung von Molluskenschalen deuten.
Der Ort wurde 1973 und 1976 von G.F.Dales University of California, Berkeley untersucht.